# سنديان أزغب
السنديان الأزغب نوع من السنديان موطنه منطقة واسعة من شرق آسية. وهي موطنها الأصلي من خشب البلوط في الصين ( سِجوان ويونان ) ، وشمال تَيلَند وفِتنام، وتنمو على ارتفاعات تتراوح بين 800 و 2,600 متر (2,600 و 8,500 قدم).